# Wadgaon Road
Wadgaon Road é uma vila no distrito de Yavatmal, no estado indiano de Maharashtra.

## Demografia
Segundo o censo de 2001, Wadgaon Road tinha uma população de 30,786 habitantes. Os indivíduos do sexo masculino constituem 52% da população e os do sexo feminino 48%. Wadgaon Road tem uma taxa de literacia de 81%, superior à média nacional de 59.5%: a literacia no sexo masculino é de 85% e no sexo feminino é de 77%. Em Wadgaon Road, 11% da população está abaixo dos 6 anos de idade.